# Segundo combate de Iasuií
O segundo combate de Iasuií ocorreu em 8 de maio de 1868 entre brasileiros e paraguaios, na região do Chaco, Paraguai, durante a Guerra da Tríplice Aliança. Na ocasião o tenente-coronel Gesuíno de Sampaio repeliu um ataque paraguaio, sofrendo 111 baixas. Os atacantes perderam 93 dos seus. O primeiro combate ocorrera no dia 2 de maio.